# Референдум в Швейцарии по сахарной промышленности (1948)
Референдум в Швейцарии по сахарной промышленности проходил 14 марта 1948 года. Избирателей спрашивали, одобряют ли они федеральную резолюцию о реорганизации швейцарской сахарной промышленности. Предложение было отклонено 63,8 % голосов.

## Избирательная система
Референдум по федеральному закону был факультативным и требовал для одобрения большинство голосов избирателей.

## Результаты
| Выбор                                | Голосов   | %    |
| ------------------------------------ | --------- | ---- |
| За                                   | 272 701   | 36,2 |
| Против                               | 481 352   | 63,8 |
| Пустых бюллетеней                    | 22 857    | -    |
| Недействительных бюллетеней          | 1 517     | -    |
| Всего                                | 778 427   | 100  |
| Зарегистрированных избирателей/ Явка | 1 376 490 | 56,6 |
| Источник: Nohlen & Stöver            |           |      |